# Zyrianovsk

Zyrianovsk (kazakiska: Зырян, ryska: Зыряновск) är en relativt isolerad stad med knappt 40 000 invånare (2004) i Östkazakstan i Kazakstan. Stadens huvudsakliga näringar är gruvdrift och blyanrikning, men det finns även en del lätt industri, exempelvis i form av en korvfabrik. Blyanrikningen, gruvdriften och energitillverkningen bidrar till att stadens miljö är mycket hårt belastad, med hög morbiditet och låg snittpensioneringsålder. I Zyrianovsk består majoriteten av befolkningen av etniska ryssar, även om andelen kazaker stiger.